# Arthur's Theme (Best That You Can Do)
„Arthur's Theme (Best That You Can Do)” este un cântec compus și interpretat de muzicianul american Christopher Cross, care a fost tema principală de pe coloana sonoră a filmului Arthur avându-i în distribuție pe Liza Minnelli și Dudley Moore. În Statele Unite, cântecul s-a clasat pe primul loc în clasamentele Billboard Hot 100 și Hot Adult Contemporary în luna octombrie a anului 1981, rămănând pe această poziție în Hot 100 timp de trei săptămâni consecutiv. Peste ocean, a ajuns pe primul loc și în clasamentul norvegian VG-lista și în topul primelor zece cântece din toată lumea. Acastă piesă a fost a doua și ultima a lui Christopher Cross care a atins primul loc în clasamentele americane de prestigiu.
Cântecul a câștigat Premiul Oscar la categoria Cea mai bună melodie originală în 1982, precum și Premiul Globul de Aur tot la categoria Cea mai bună melodie originală.

## Context
Cântecul a fost compus de Cristopher Cross în colaborare cu compozitorul de muzică pop Burt Bacharach și partenerul său, textierul Carole Bayer Sager. Și fostul soț al lui Minnelli, textierul australian Peter Allen, este trecut ca compozitor, fiind un colaborator frecvent al lui Bayer Sager. Versul „When you get caught between the moon and New York City” (română „Când te vezi prins între lună și orașul New York”) din refren este luat dintr-un cântec nelansat a cărui versuri au fost scrise de Allen și Bayer Sager.

## Videoclipul
Videoclipul este compus din două acte combinate. În primul apare Christopher Cross în studioul de înregistrare, iar în cel de al doilea este ilustrată povestea pe care o spune cântecul.

## Clasamente și certificări
| Chart (1981–1982)                        | Peak position |
| ---------------------------------------- | ------------- |
| Australia (Kent Music Report)            | 13            |
| Canada Adult Contemporary (RPM)          | 1             |
| Canada Top Singles (RPM)                 | 2             |
| Irlanda (IRMA)                           | 7             |
| Italia (FIMI)                            | 5             |
| Noua Zeelandă (Recorded Music NZ)        | 10            |
| Norvegia (VG-lista)                      | 1             |
| Spania (AFYVE)                           | 14            |
| Elveția (Schweizer Hitparade)            | 6             |
| UK Singles (The Official Charts Company) | 7             |
| U.S. Billboard Hot 100                   | 1             |
| U.S. Billboard Adult Contemporary        | 1             |

| Regiune | Certificări | Vânzări    |
| --- | ----------- | ---------- |
| Statele Unite (RIAA)                                                                                          | Gold        | 1.000.000^ |
| ^cifrele cargo sunt bazate pe un singur certificat xcifrele nespecificate sunt bazate pe un singur certificat |             |            |

## Legături externe
- Versurile complete ale acestei piese pe MetroLyrics